# Sinkershausen
Sinkershausen ist ein Dorf im Hessischen Hinterland und als solches ein Stadtteil der Stadt Gladenbach im mittelhessischen Landkreis Marburg-Biedenkopf.

## Geographie
Der Ort liegt im Gladenbacher Bergland und damit im Naturpark Lahn-Dill-Bergland im Tal der Allna. Der Hauptort Gladenbach liegt etwa 3,5 km südwestlich. Bis zur Neugliederung gehörte der Ort zum Landkreis Biedenkopf. Durch den Ort führt die Landesstraße 3288.

## Geschichte

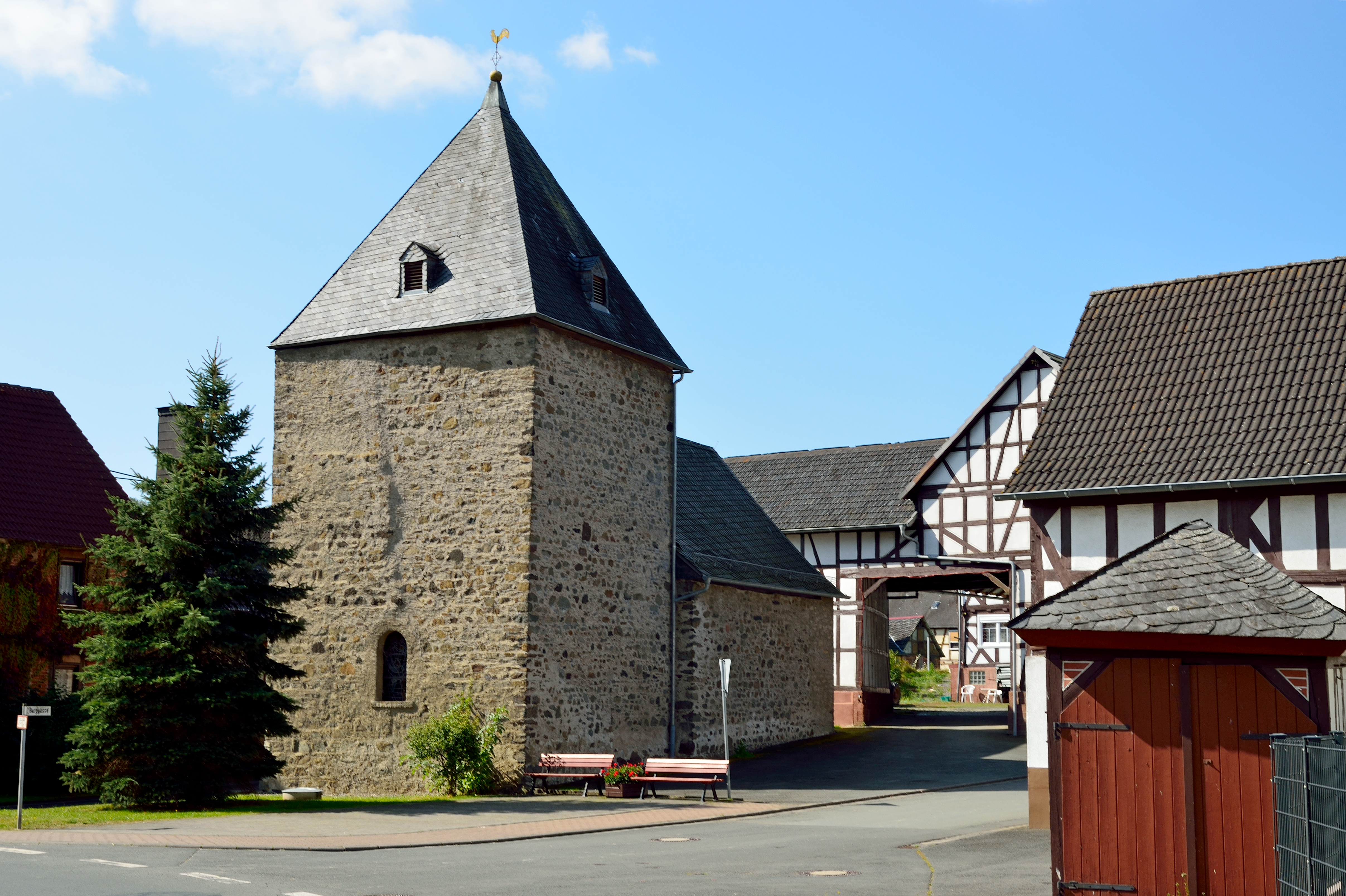
Chorturmkirche

### Ortsgeschichte
Die älteste bekannte schriftliche Erwähnung von Sinkershausen erfolgte unter dem Namen Synkershusin im Jahr 1271 in einer Urkunde der Deutschordensballei Hessen.
Ursprünglich soll der Ort „Bei den Häusern des Sindger“ geheißen haben. Die Chorturmkirche wurde im 13. Jahrhundert erbaut.
Die Statistisch-topographisch-historische Beschreibung des Großherzogthums Hessen berichtet 1830 über Sinkershausen:

„Sinkershausen (L. Bez. Gladenbach) evangel. Filialdorf; liegt 1⁄2 St. von Gladenbach, hat 32 Häuser und 230 Einwohner, die außer 1 Katholiken evangelisch sind, so wie 2 Mahlmühlen. Sinkershausen ist bei seinem vortreflichen Acker- und Wiesenland doch ein total verarmtes Dorf, und durch eine frühere schlechte Gemeinde Verwaltung, so tief gesunken, daß sowohl die Gemeinde, als die Mehrheit der dasigen Einwohner für sich materiel konkurs sind. In der Nähe wurden erfolglose Versuche auf Steinkohlen gemacht.“

Hessische Gebietsreform (1970–1977)
Zum 1. Juli 1974 erfolgte im Zuge der Gebietsreform in Hessen durch Landesgesetz der Zusammenschluss der Stadt Gladenbach mit den Gemeinden Bellnhausen, Diedenshausen, Erdhausen, Friebertshausen, Frohnhausen b. Gladenbach, Kehlnbach, Mornshausen a. S., Rachelshausen, Römershausen, Rüchenbach, Sinkershausen, Weidenhausen und Weitershausen zu heutigen Stadt Gladenbach. Für alle ehemals eigenständigen Gemeinden und die Kernstadt Gladenbach wurden Ortsbezirke mit Ortsbeirat und Ortsvorsteher nach der Hessischen Gemeindeordnung gebildet.

### Verwaltungsgeschichte im Überblick
Die folgende Liste zeigt die Staaten und Verwaltungseinheiten, denen Sinkershausen angehört(e):
- vor 1567: Heiliges Römisches Reich, Landgrafschaft Hessen, Amt Blankenstein, Untergericht Gladenbach
- ab 1567: Heiliges Römisches Reich, Landgrafschaft Hessen-Marburg, Amt Blankenstein, Untergericht Gladenbach[9]
- 1604–1648: strittig zwischen Hessen-Kassel und Hessen-Darmstadt (Hessenkrieg)
- ab 1604: Heiliges Römisches Reich, Landgrafschaft Hessen-Kassel, Amt Blankenstein
- ab 1627: Heiliges Römisches Reich, Landgrafschaft Hessen-Darmstadt, Oberfürstentum Hessen, Amt Blankenstein, Untergericht Gladenbach[10][11]
- ab 1806: Großherzogtum Hessen,[Anm. 2] Fürstentum Oberhessen, Amt Blankenstein, Land- und Rügengericht[12]
- ab 1815: Großherzogtum Hessen, Provinz Oberhessen, Amt Blankenstein
- ab 1821: Großherzogtum Hessen, Provinz Oberhessen, Landratsbezirk Gladenbach[Anm. 3]
- ab 1832: Großherzogtum Hessen, Provinz Oberhessen, Kreis Biedenkopf
- ab 1848: Großherzogtum Hessen, Regierungsbezirk Biedenkopf
- ab 1852: Großherzogtum Hessen, Provinz Oberhessen, Kreis Biedenkopf
- ab 1867: Norddeutscher Bund[Anm. 4], Königreich Preußen,[Anm. 5] Provinz Hessen-Nassau,  Regierungsbezirk Wiesbaden, Kreis Biedenkopf (übergangsweise Hinterlandkreis)[11]
- ab 1871: Deutsches Reich, Königreich Preußen, Provinz Hessen-Nassau, Regierungsbezirk Wiesbaden, Kreis Biedenkopf
- ab 1918: Deutsches Reich (Weimarer Republik), Freistaat Preußen, Provinz Hessen-Nassau, Regierungsbezirk Wiesbaden, Kreis Biedenkopf
- ab 1932: Deutsches Reich, Freistaat Preußen, Provinz Hessen-Nassau, Regierungsbezirk Wiesbaden, Landkreis Dillenburg
- ab 1933: Deutsches Reich, Freistaat Preußen, Provinz Hessen-Nassau, Regierungsbezirk Wiesbaden, Landkreis Biedenkopf
- ab 1944: Deutsches Reich, Freistaat Preußen, Provinz Nassau, Landkreis Biedenkopf
- ab 1945: Amerikanische Besatzungszone,[Anm. 6] Groß-Hessen, Regierungsbezirk Wiesbaden, Landkreis Biedenkopf
- ab 1946: Amerikanische Besatzungszone, Hessen, Regierungsbezirk Wiesbaden, Landkreis Biedenkopf
- ab 1949: Bundesrepublik Deutschland, Hessen, Regierungsbezirk Wiesbaden, Landkreis Biedenkopf
- ab 1968: Bundesrepublik Deutschland, Hessen, Regierungsbezirk Darmstadt, Kreis Biedenkopf
- ab 1974: Bundesrepublik Deutschland, Hessen, Regierungsbezirk Kassel, Landkreis Marburg-Biedenkopf, Gemeinde Gladenbach[Anm. 7]
- ab 1981: Bundesrepublik Deutschland, Hessen, Regierungsbezirk Gießen, Landkreis Marburg-Biedenkopf, Gemeinde Gladenbach

### Gerichte seit 1821
Die Rechtsprechung gibt im Jahr 1821 im Rahmen der Trennung von Justiz und Verwaltung auf die neu geschaffenen Landgerichte über. „Landgericht Gladenbach“ war daher von 1821 bis zur Abtretung an Preußen im Jahr 1866 die Bezeichnung für das erstinstanzliche Gericht in Gladenbach. Für die Provinz Oberhessen wurde das Hofgericht Gießen als Gericht der zweiten Instanz eingerichtet. Übergeordnet war das Oberappellationsgericht Darmstadt.
Nach der Abtretung des Kreises Biedenkopf an Preußen infolge des Friedensvertrags vom 3. September 1866 zwischen dem Großherzogtum Hessen und dem Königreich Preußen wurde der Landgerichtsbezirk Gladenbach preußisch. Im Juni 1867 erging eine königliche Verordnung, die die Gerichtsverfassung im vormaligen Herzogtum Nassau und den vormals zum Großherzogtum Hessen gehörenden Gebietsteilen neu ordnete. Die bisherigen Gerichtsbehörden sollten aufgehoben und durch Amtsgerichte in erster, Kreisgerichte in zweiter und ein Appellationsgericht in dritter Instanz ersetzt werden. Im Zuge dessen erfolgte am 1. September 1867 die Umbenennung des bisherigen Landgerichts in Amtsgericht Gladenbach. Die Gerichte der übergeordneten Instanzen waren das Kreisgericht Dillenburg und das Appellationsgericht Wiesbaden.
Vom 1. Oktober 1944 bis 1. Januar 1949 gehörte das Amtsgericht Gladenbach zum Landgerichtsbezirk Limburg, danach aber wieder zum Landgerichtsbezirk Marburg. Am 1. Juli 1968 erfolgte die Aufhebung des Amtsgerichts Gladenbach, welches fortan nur noch als Zweigstelle des Amtsgerichts Biedenkopf fungierte. Am 1. November 2003 wurde diese Zweigstelle schließlich aufgelöst.

## Bevölkerung

### Einwohnerstruktur 2011
Nach den Erhebungen des Zensus 2011 lebten am Stichtag dem 9. Mai 2011 in Sinkershausen 306 Einwohner. Darunter waren 6 (=2,0 %) Ausländer.
Nach dem Lebensalter waren 54 Einwohner unter 18 Jahren, 126 zwischen 18 und 49, 60 zwischen 50 und 66 und 105 Einwohner waren älter.
Die Einwohner lebten in 120 Haushalten. Davon waren 27 Singlehaushalte, 30 Paare ohne Kinder und 42 Paare mit Kindern, sowie 18 Alleinerziehende und 3 Wohngemeinschaften. In 21 Haushalten lebten ausschließlich Senioren/-innen und in 72 Haushaltungen leben keine Senioren/-innen.

### Einwohnerentwicklung
| Quelle: | Historisches Ortslexikon                                                   |
| • 1502: | 008 Männer                                                                 |
| • 1577: | 011 Hausgesesse                                                            |
| • 1630: | 010 Untertanen (3 dreispännige, 6 zweispännige Ackerleute, 1 Einläuftiger) |
| • 1742: | 032 Haushalte                                                              |
| • 1791: | 162 Einwohner                                                              |
| • 1800: | 185 Einwohner                                                              |
| • 1806: | 178 Einwohner, 26 Häuser                                                   |
| • 1829: | 230 Einwohner, 32 Häuser                                                   |

| Sinkershausen: Einwohnerzahlen von 1791 bis 2020 | Sinkershausen: Einwohnerzahlen von 1791 bis 2020 | Sinkershausen: Einwohnerzahlen von 1791 bis 2020 | Sinkershausen: Einwohnerzahlen von 1791 bis 2020 | Sinkershausen: Einwohnerzahlen von 1791 bis 2020 |
| --- | ------------------------------------------------ | ------------------------------------------------ | ------------------------------------------------ | ------------------------------------------------ |
| Jahr |                                                  |                                                  |                                                  | Einwohner                                        |
| 1791 | 1791                                             |                                                  | 162                                              | 162                                              |
| 1800 | 1800                                             |                                                  | 185                                              | 185                                              |
| 1806 | 1806                                             |                                                  | 178                                              | 178                                              |
| 1829 | 1829                                             |                                                  | 230                                              | 230                                              |
| 1834 | 1834                                             |                                                  | 227                                              | 227                                              |
| 1840 | 1840                                             |                                                  | 259                                              | 259                                              |
| 1846 | 1846                                             |                                                  | 290                                              | 290                                              |
| 1852 | 1852                                             |                                                  | 284                                              | 284                                              |
| 1858 | 1858                                             |                                                  | 269                                              | 269                                              |
| 1864 | 1864                                             |                                                  | 244                                              | 244                                              |
| 1871 | 1871                                             |                                                  | 231                                              | 231                                              |
| 1875 | 1875                                             |                                                  | 225                                              | 225                                              |
| 1885 | 1885                                             |                                                  | 218                                              | 218                                              |
| 1895 | 1895                                             |                                                  | 223                                              | 223                                              |
| 1905 | 1905                                             |                                                  | 241                                              | 241                                              |
| 1910 | 1910                                             |                                                  | 261                                              | 261                                              |
| 1925 | 1925                                             |                                                  | 238                                              | 238                                              |
| 1939 | 1939                                             |                                                  | 239                                              | 239                                              |
| 1946 | 1946                                             |                                                  | 409                                              | 409                                              |
| 1950 | 1950                                             |                                                  | 407                                              | 407                                              |
| 1956 | 1956                                             |                                                  | 302                                              | 302                                              |
| 1961 | 1961                                             |                                                  | 288                                              | 288                                              |
| 1967 | 1967                                             |                                                  | 284                                              | 284                                              |
| 1980 | 1980                                             |                                                  | ?                                                | ?                                                |
| 1990 | 1990                                             |                                                  | ?                                                | ?                                                |
| 2000 | 2000                                             |                                                  | 320                                              | 320                                              |
| 2006 | 2006                                             |                                                  | 300                                              | 300                                              |
| 2011 | 2011                                             |                                                  | 306                                              | 306                                              |
| 2015 | 2015                                             |                                                  | 307                                              | 307                                              |
| 2020 | 2020                                             |                                                  | 305                                              | 305                                              |
| Datenquelle: Historisches Gemeindeverzeichnis für Hessen: Die Bevölkerung der Gemeinden 1834 bis 1967. Wiesbaden: Hessisches Statistisches Landesamt, 1968. Weitere Quellen: LAGIS:; Ab 2000 Stadt Gladenbach (webarchiv); Zensus 2011 |                                                  |                                                  |                                                  |                                                  |

### Historische Religionszugehörigkeit
| Quelle: | Historisches Ortslexikon                                                  |
| • 1829: | 229 evangelische, ein römisch-katholischer Einwohner                      |
| • 1885: | 217 evangelische, 1 katholischer Einwohner                                |
| • 1961: | 271 evangelische (= 94,10 %), 17 römisch-katholische (= 5,90 %) Einwohner |

### Historische Erwerbstätigkeit
| • 1867: | Erwerbspersonen: 41 Landwirtschaft, 2 Verkehr, 1 Erziehung und Unterricht.                                                          |
| • 1961: | Erwerbspersonen: 80 Land- und Forstwirtschaft, 59 produzierendes Gewerbe, 13 Handel und Verkehr, 16 Dienstleistungen und sonstiges. |